# /05
 (septembre 2012).
Si vous disposez d'ouvrages ou d'articles de référence ou si vous connaissez des sites web de qualité traitant du thème abordé ici, merci de compléter l'article en donnant les références utiles à sa vérifiabilité et en les liant à la section « Notes et références ».
Albums de Ryūichi Sakamoto
/04
(2004) Bricolages
(2006)
/05 (すらっしゅ・ぜろご） est un album du musicien et compositeur japonais Ryūichi Sakamoto, paru en 2005.

## Liste des titres
| 1.    | Tibetan Dance              | 4:22 |
| 2.    | A Flower is not a Flower   | 6:35 |
| 3.    | Amore                      | 5:09 |
| 4.    | Energy Flow                | 4:04 |
| 5.    | Aqua                       | 5:29 |
| 6.    | The Last Emperor           | 6:42 |
| 7.    | Happyend                   | 5:02 |
| 8.    | Thousand Knives            | 6:09 |
| 9.    | Fountain                   | 2:22 |
| 10.   | The Sheltering Sky         | 4:54 |
| 11.   | Lost Theme                 | 4:37 |
| 12.   | Shining Boy & Little Randy | 4:56 |
| 13.   | Reversing                  | 3:33 |
| 14.   | Rainforest                 | 2:01 |
| 65:55 |                            |      |